# Silait-Lait
Silait-Lait is een bestuurslaag in het regentschap Tapanuli Utara van de provincie Noord-Sumatra, Indonesië. Silait-Lait telt 1136 inwoners (volkstelling 2010).